# Pintures rupestres de la Sierra de San Francisco
Les pintures rupestres de la sierra de San Francisco constitueixen un conjunt de murals precolombins, característic de l'estil Gran Mural que va florir al centre de la península de Califòrnia durant l'època precolombina d'Aridoamèrica.
 És probable que els portadors de l'estil Gran Mural hagin estat els avantpassats dels cotximís, poble amerindi que va ocupar la regió fins a la seva extinció al segle xix, a conseqüència de la conquesta espanyola.
Les pintures rupestres de la sierra de San Francisco van ser declarades Patrimoni de la Humanitat per la UNESCO l'any 1993.

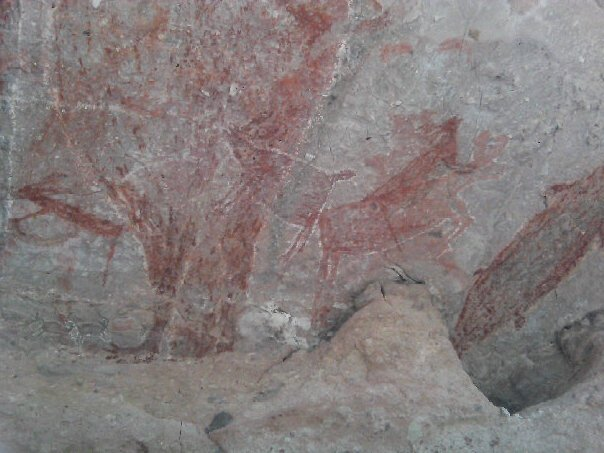
Pintures a la reserva El Vizcaíno (Mèxic); s'hi aprecia una balena i un conill, entre altres animals